# پالمیرا (میزوری)
پالمیرا، میسوری (به انگلیسی: Palmyra, Missouri) یک شهر در ایالات متحده آمریکا است که در میزوری واقع شده‌است.

## خصوصیات
پالمیرا ۷٫۱۵ کیلومترمربع مساحت و ۳٬۵۹۵ نفر جمعیت دارد و ۱۹۵ متر بالاتر از سطح دریا واقع شده‌است.